# Animalisms
Animalisms Treći je studijski album britanskog rock sastava The Animals koji izlazi u lipnju 1966.g. Na popisu se nalazi nekoliko skladbi koje su dosta slične američkom izdanju Animalization koje izlazi dva mjeseca kasnije.
Britansko CD reizdanje iz 1996. sadrži kombinaciju obadva albuma i samostalni EP iz 1963. The Alan Price Rhythm and Blues Combo.
Animalisms nalazi se u lipnju 1966. na #4 britanske Top liste.

## Popis pjesama

### Strana prva
1. "One Monkey Don't Stop No Show"
2. "Maudie"
3. "Outcast"
4. "Sweet Little Sixteen"
5. "You're On My Mind"
6. "Clapping"

### Strana druga
1. "Gin House Blues"
2. "Squeeze Her, Tease Her"
3. "What Am I Living For"
4. "I Put a Spell on You"
5. "That's All I Am to You"
6. "She'll Return It"

### Reizdanje iz 1996. i 2000.
- Bonus skladbe:

1. "Inside-Looking Out"
2. "Don't Bring Me Down"
3. "Cheating"
4. "Help Me Girl"
5. "See See Rider"
6. "I Just Wanna Make Love To You"
7. "Boom Boom"
8. "Big Boss Man"
9. "Pretty Thing"

- Stereo verzije:

1. "Don't Bring Me Down"
2. "See See Rider"
3. "Help Me Girl"
4. "Cheating"

## Vanjske poveznice
- Diskografija i informacije o sastavu The Animals (engleski)